# Meselech Melkamu
Meselech Melkamu Haileyesus (Debra Marcos, 19 aprile 1985) è una mezzofondista e maratoneta etiope.

## Biografia
Quarta di sei fratelli, è figlia di Haile Yesus Melkamu, militare e maratoneta con modeste prestazioni a livello internazionale negli anni 1960.
Allenata da Yilma Berta, ha partecipato con ottimi risultati a diverse competizioni internazionali, conquistano, tra l'altro, il titolo di campionessa del mondo juniores di corsa campestre nel 2004 e, sempre nello stesso anno, il titolo di campionessa del mondo juniores nei 5000 metri.
Nella sua carriera nella categoria assoluta ha conquistato diverse medaglie in competizioni internazionali di corsa campestre e mezzofondo su pista. Ai campionati africani di atletica leggera di Addis Abeba 2008 si è diplomata campionessa continentale nei 5000 metri.
È stata detentrice del record africano sui 10 000 metri con il tempo di 29'53"80.

## Palmarès
| Anno | Manifestazione     | Sede          | Evento         | Risultato | Prestazione | Note                                     |
| ---- | ------------------ | ------------- | -------------- | --------- | ----------- | ---------------------------------------- |
| 2003 | Mondiali di cross  | Losanna       | Gara juniores  | 4ª        | 20'33"      |                                          |
| 2004 | Mondiali di cross  | Bruxelles     | Cross juniores | Oro       | 20'48"      |                                          |
| 2004 | Mondiali juniores  | Grosseto      | 5000 m piani   | Oro       | 15'21"52    |                                          |
| 2005 | Mondiali di cross  | Saint-Galmier | Cross lungo    | 4ª        | 26'39"      |                                          |
| 2005 | Mondiali di cross  | Saint-Galmier | Cross corto    | 6ª        | 13'28"      |                                          |
| 2005 | Mondiali           | Helsinki      | 5000 m piani   | 4ª        | 14'43"47    |                                          |
| 2006 | Mondiali di cross  | Fukuoka       | Cross lungo    | Bronzo    | 25'38"      |                                          |
| 2006 | Mondiali di cross  | Fukuoka       | Cross corto    | Bronzo    | 12'54"      |                                          |
| 2007 | Mondiali di cross  | Mombasa       | Cross seniores | Bronzo    | 26'48"      |                                          |
| 2007 | Mondiali           | Osaka         | 5000 m piani   | 6ª        | 15'01"42    |                                          |
| 2008 | Mondiali indoor    | Valencia      | 3000 m piani   | Argento   | 8'41"50     |                                          |
| 2008 | Mondiali di cross  | Edimburgo     | Cross seniores | 9ª        | 25'51"      |                                          |
| 2008 | Africani           | Addis Abeba   | 5000 m piani   | Oro       | 15'49"81    |                                          |
| 2008 | Giochi olimpici    | Pechino       | 5000 m piani   | 7ª        | 15'49"03    |                                          |
| 2009 | Mondiali di cross  | Amman         | Cross seniores | Bronzo    | 26'19"      |                                          |
| 2009 | Mondiali           | Berlino       | 5000 m piani   | 5ª        | 15'03"72    |                                          |
| 2009 | Mondiali           | Berlino       | 10000 m piani  | Argento   | 30'51"34    |                                          |
| 2010 | Mondiali di cross  | Bydgoszcz     | Cross seniores | Bronzo    | 24'26"      |                                          |
| 2010 | Africani           | Nairobi       | 10000 m piani  | Argento   | 31'55"50    |                                          |
| 2011 | Mondiali di cross  | Punta Umbría  | Cross seniores | 4ª        | 25'18"      |                                          |
| 2011 | Mondiali           | Taegu         | 10000 m piani  | 5ª        | 30'56"55    | Miglior prestazione personale stagionale |
| 2011 | Giochi panafricani | Maputo        | 10000 m piani  | dnf       | dnf         |                                          |
| 2013 | Mondiali di cross  | Bydgoszcz     | Cross seniores | dnf       | dnf         |                                          |
| 2013 | Mondiali           | Mosca         | Maratona       | dnf       | dnf         |                                          |

## Altre competizioni internazionali
2004
- Oro al Cross di Alà dei Sardi ( Alà dei Sardi) - 18'03"

2005
- 5ª alla IAAF World Athletics Final ( Fontvieille), 3000 metri - 8'50"42

2006
- 6ª alla IAAF World Athletics Final ( Stoccarda), 5000 metri - 16'08"03
- Oro al Cross Internacional Valle de Llodio ( Llodio) - 26'13"

2007
- 5ª alla IAAF World Athletics Final ( Stoccarda), 5000 metri - 15'06"20
- Bronzo al Meeting de Paris ( Parigi), 5000 m piani - 15'24"19
- Oro al Cross Internacional de Soria ( Soria) - 27'24"
- Oro al Cross Internacional Valle de Llodio ( Llodio) - 23'09"

2008
- Bronzo alla IAAF World Athletics Final ( Stoccarda), 5000 metri - 14'58"76
- Argento al Golden Gala ( Roma), 5000 m piani - 14'38"78

2009
- 9ª alla IAAF World Athletics Final ( Salonicco), 5000 metri - 15'32"58
- Bronzo ai Bislett Games ( Oslo), 5000 m piani - 14'37"50

2010
- Oro al Golden Spike ( Ostrava), 10000 m piani - 31'04"52

2011
- 4ª ai Bislett Games ( Oslo), 5000 m piani - 14'39"44

2012
- Oro alla Maratona di Francoforte - 2h21'01"

2013
- 5ª alla Maratona di Londra ( Londra) - 2h25'46"

2014
- 4ª alla Maratona di Boston ( Boston) - 2h21'28"
- Argento alla Maratona di Dubai ( Dubai) - 2h25'23"

2015
- 5ª alla Maratona di Ottawa ( Ottawa) - 2h26'45"

2016
- Oro alla Maratona di Amsterdam ( Amsterdam) - 2h23'21"
- Oro alla Maratona di Amburgo ( Amburgo) - 2h21'54"
- Bronzo alla Maratona di Dubai ( Dubai) - 2h22'29"